# اتساع زمان
اتساع زمان به تفاوت در زمان سپری‌شده که توسط دو ساعت اندازه‌گیری می‌شود گفته می‌شود؛ این تفاوت ممکن است به دلیل سرعت برداری نسبی بین آن دو (نسبیت خاص) یا به‌علت تفاوت در پتانسیل گرانشی مکان‌های آن‌ها (نسبیت عام) باشد. زمانی که به‌طور مشخص گفته نشود، منظور از «اتساع زمان» معمولاً تأثیر ناشی از سرعت است.
پس از جبران تأخیرهای سیگنال ناشی از تغییر فاصله بین یک ناظر و یک ساعت در حال حرکت (یعنی اثر دوپلر)، ناظر مشاهده می‌کند که ساعت متحرک کندتر از ساعتی که در چارچوب مرجع خود ناظر در حالت سکون است کار می‌کند. بین اتساع زمان نسبیتی مشاهده‌شده و اندازه‌گیری‌شده تفاوت وجود دارد — ناظر، اتساع زمان را به همان شکلی که آن را اندازه‌گیری می‌کند، به‌صورت بصری درک نمی‌کند. علاوه بر این، ساعتی که به یک جرم بزرگ نزدیک‌تر است (و در نتیجه در پتانسیل گرانشی پایین‌تری قرار دارد) زمان کمتری را نسبت به ساعتی که از همان جرم دورتر است (و در پتانسیل گرانشی بالاتری قرار دارد) ثبت خواهد کرد.
این پیش‌بینی‌های نظریه نسبیت بارها با آزمایش تأیید شده‌اند و از نظر عملی نیز اهمیت دارند؛ به عنوان مثال، در عملکرد سامانه‌های ناوبری ماهواره‌ای مانند جی‌پی‌اس و گالیلئو.

## تاریخچه
اتساع زمان بر اساس عامل لورنتس، در آستانه قرن بیستم توسط چندین نویسنده پیش‌بینی شده بود. جوزف لارمر در سال ۱۸۹۷ نوشت که، دست‌کم برای الکترون‌هایی که به دور یک هسته می‌گردند، این ذرات مسیرهای مشابهی از مدار خود را در زمانی کوتاه‌تر (نسبت به دستگاه مرجع در حال سکون) طی می‌کنند که نسبت آن به‌صورت زیر بیان می‌شود: {\textstyle {\sqrt {1-{\frac {v^{2}}{c^{2}}}}}}. امیل کوهن در سال ۱۹۰۴ این فرمول را به نرخ کارکرد ساعت‌ها مرتبط دانست. در زمینه نسبیت خاص، آلبرت اینشتین در سال ۱۹۰۵ نشان داد که این پدیده به ماهیت خود زمان مربوط است و او نخستین کسی بود که به تقارن یا دوطرفه بودن این اثر نیز اشاره کرد. در ادامه، هرمان مینکوفسکی در سال ۱۹۰۷ مفهوم زمان ویژه را معرفی کرد که به درک بهتر اتساع زمان کمک شایانی کرد.

## اتساع زمان به دلیل سرعت نسبی
فرمول برای محاسبه اتساع زمان در نسبیت خاص به شرح زیر است:
{\displaystyle \Delta t'={\frac {\Delta t}{\sqrt {1-{\frac {v^{2}}{c^{2}}}}}}\,}
که
{\displaystyle \Delta t\,} بازهٔ زمانی بین دو رویداد هم‌مکان (یعنی رویدادهایی که در یک مکان رخ می‌دهند) برای یک ناظر در یک چارچوب لخت معین (مثلاً تیک‌های ساعت او) است که به عنوان زمان ویژه شناخته می‌شود.
{\displaystyle \Delta t'\,} بازهٔ زمانی بین همان دو رویداد است که توسط ناظر دیگری اندازه‌گیری می‌شود که نسبت به ناظر اول با سرعت {\displaystyle v\,} به‌طور لخت حرکت می‌کند.
{\displaystyle v\,} سرعت نسبی بین ناظر و ساعتی است که در حال حرکت است.
{\displaystyle c\,} سرعت نور در خلأ می‌باشد.
این می‌تواند به شکل زیر نیز نوشته شود:
{\displaystyle \Delta t'=\gamma \Delta t\,}
{\displaystyle \gamma ={\frac {1}{\sqrt {1-v^{2}/c^{2}}}}\,} فاکتور لورنتس.
به‌طور کلی می‌توان گفت زمان بیشتری توسط ساعت اندازه‌گیری می‌شود در حالت سکون در مقایسه با زمان اندازه‌گیری شده برای ساعت متحرک.
زمانی که هر دوی ساعت‌ها در حالت سکون قرار دارند زمان اندازه‌گیری شده برای هر دو یکسان خواهد بود این را می‌توان با ریاضیات به شکل زیر اثبات کرد.
{\displaystyle v=0.99c\,}
{\displaystyle \Delta t=1{\text{year}}}
{\displaystyle \Delta t'=?\,}
با جای گذاری:{\displaystyle \Delta t'={\frac {\Delta t}{\sqrt {1-v^{2}/c^{2}}}}\,}
{\displaystyle \Delta t'={\frac {1}{\sqrt {1-(.99c)^{2}/c^{2}}}}={\frac {1}{\sqrt {1-{\frac {(.99)^{2}(c)^{2}}{c^{2}}}}}}={\frac {1}{\sqrt {1-(.99)^{2}}}}={\frac {1}{\sqrt {1-0.9801}}}={\frac {1}{\sqrt {0.0199}}}=7.08881205}years
پس می‌توان نتیجه گرفت که اگر ۱ سال (از نظر شخص در فضا که با سرعت 0.99c در حال حرکت است) گذشته شده باشد این معادل با ۷ سال زمان گذشته در زمین است.
در زندگی عادی، جایی که با سرعتی بسیار اندک نسبت به سرعت نور حرکت می‌شود نمی‌توان اتساع زمان را مشاهده کرد اما در سرعت‌های بالا (نزدیک به سرعت نور) پدیده اتساع زمان را می‌شود یافت.
با این وجود یکی از کاربردهای این پدیده در ساعت ماهواره‌های GPS است که آن‌ها را دقیق می‌کند. بدون اطلاع از اتساع زمان GPS بی‌ارزش بود.

## استنتاج ساده

چپ: ناظری که در حالت سکون است، مدت‌زمان 2L/c را بین دو رویداد هم‌مکانِ تولید سیگنال نوری در نقطه A و رسیدن آن به همان نقطه A اندازه‌گیری می‌کند.
راست: همان رویدادها از دید ناظری که نسبت به دستگاه به سمت چپ حرکت می‌کند: آینه پایین A هنگام تولید سیگنال در زمان t'=0، آینه بالا B هنگام بازتاب سیگنال در زمان t'=D/c، آینه پایین A هنگام بازگشت سیگنال در زمان t'=2D/c.

اتساع زمان را می‌توان از ثابت بودن مشاهده‌شده سرعت نور در تمام چارچوب‌های مرجع، که توسط اصل دوم نسبیت خاص دیکته می‌شود، استنباط کرد. این ثابت بودن سرعت نور به این معنی است که برخلاف شهود، سرعت‌های اجسام مادی و نور قابل جمع نیستند. امکان افزایش سرعت نور با حرکت به سمت منبع نور یا دور شدن از آن وجود ندارد.
حال، یک ساعت ساده‌ی عمودی را در نظر بگیرید که شامل دو آینه A و B است که یک پالس نوری بین آن‌ها حرکت می‌کند. فاصله‌ی این دو آینه برابر L است و هر بار که پالس نور به آینه A برخورد کند، ساعت یک تیک می‌زند.
در چارچوب مرجعی که ساعت در حالت سکون است (مطابق بخش چپ نمودار)، پالس نور مسیری به طول 2L را طی می‌کند و بازه‌ی زمانی بین دو تیک ساعت Δt برابر است با 2L تقسیم بر سرعت نور c:
{\displaystyle \Delta t={\frac {2L}{c}}}
از چارچوب مرجع یک ناظر متحرک که با سرعت v نسبت به چارچوب ساکن ساعت حرکت می‌کند (قسمت راست نمودار)، پالس نور مسیری بلندتر و زاویه‌دار به طول 2D را طی می‌کند. حفظ ثابت بودن سرعت نور برای همه ناظران لختی، مستلزم طولانی شدن (یعنی اتساع) دوره زمانی بین تیک‌های این ساعت Δt' از دیدگاه ناظر متحرک است. به بیان دیگر، از دید چارچوبی که نسبت به ساعت ساکن حرکت می‌کند، این ساعت کندتر کار می‌کند؛ زیرا نرخ تیک برابر با معکوس دوره زمانی بین تیک‌ها، یعنی 1/Δt' است.
یک استفاده‌ی مستقیم از قضیه‌ی فیثاغورس، منجر به پیش‌بینی معروف نظریه نسبیت خاص می‌شود:
مدت‌زمان کل برای پیمایش مسیر پالس نوری برابر است با:
{\displaystyle \Delta t'={\frac {2D}{c}}}
طول نصف مسیر را می‌توان به عنوان تابعی از مقادیر شناخته شده، به صورت زیر محاسبه کرد:
{\displaystyle D={\sqrt {\left({\frac {1}{2}}v\Delta t'\right)^{2}+L^{2}}}}
حذف متغیرهای D و L از این سه معادله، منجر به موارد زیر می‌شود:
{\displaystyle \Delta t'={\frac {\Delta t}{\sqrt {1-{\frac {v^{2}}{c^{2}}}}}}={\gamma }{\Delta t}}
این رابطه (اتساع زمان) بیانگر این واقعیت است که دوره زمانی ساعت از دیدگاه ناظر متحرک، یعنی Δt′، طولانی‌تر از دوره زمانی Δt در چارچوب خود ساعت است. ضریب لورنتس گاما (γ) به‌صورت زیر تعریف می‌شود:
{\displaystyle \gamma ={\frac {1}{\sqrt {1-{\frac {v^{2}}{c^{2}}}}}}}
از آنجایی که تمام ساعت‌هایی که در چارچوب ساکن، دوره‌ی زمانی مشترکی دارند، در چارچوب متحرک نیز باید یک دوره‌ی زمانی مشترک داشته باشند، بنابراین تمام انواع دیگر ساعت‌ها—اعم از مکانیکی، الکترونیکی، نوری (مانند نسخه‌ی افقی همین ساعت در مثال)—باید همان اتساع زمان وابسته به سرعت را نشان دهند.

## برای مطالعهٔ بیشتر
- Callender, C.; Edney, R. (2001). Introducing Time. Icon Books. ISBN 978-1-84046-592-1.
- Einstein, A. (1905). "Zur Elektrodynamik bewegter Körper" (PDF). Annalen der Physik. 322 (10): 891. Bibcode:1905AnP...322..891E. doi:10.1002/andp.19053221004.
- Einstein, A. (1907). "Über die Möglichkeit einer neuen Prüfung des Relativitätsprinzips". Annalen der Physik. 328 (6): 197–198. Bibcode:1907AnP...328..197E. doi:10.1002/andp.19073280613.
- Hasselkamp, D.; Mondry, E.; Scharmann, A. (1979). "Direct Observation of the Transversal Doppler-Shift". Zeitschrift für Physik A. 289 (2): 151–155. Bibcode:1979ZPhyA.289..151H. doi:10.1007/BF01435932. S2CID 120963034.
- Ives, H. E.; Stilwell, G. R. (1938). "An experimental study of the rate of a moving clock". Journal of the Optical Society of America. 28 (7): 215–226. Bibcode:1938JOSA...28..215I. doi:10.1364/JOSA.28.000215.
- Ives, H. E.; Stilwell, G. R. (1941). "An experimental study of the rate of a moving clock. II". Journal of the Optical Society of America. 31 (5): 369–374. Bibcode:1941JOSA...31..369I. doi:10.1364/JOSA.31.000369.
- Joos, G. (1959). "Bewegte Bezugssysteme in der Akustik. Der Doppler-Effekt". Lehrbuch der Theoretischen Physik, Zweites Buch (11th ed.).
- Larmor, J. (1897). "On a dynamical theory of the electric and luminiferous medium". Philosophical Transactions of the Royal Society. 190: 205–300. Bibcode:1897RSPTA.190..205L. doi:10.1098/rsta.1897.0020. (third and last in a series of papers with the same name).
- Poincaré, H. (1900). "La théorie de Lorentz et le principe de Réaction" (PDF). Archives Néerlandaises. 5: 253–78.
- Puri, A. (2015). "Einstein versus the simple pendulum formula: does gravity slow all clocks?". Physics Education. 50 (4): 431. Bibcode:2015PhyEd..50..431P. doi:10.1088/0031-9120/50/4/431. S2CID 118217730.
- Reinhardt, S.;  et al. (2007). "Test of relativistic time dilation with fast optical atomic clocks at different velocities" (PDF). Nature Physics. 3 (12): 861–864. Bibcode:2007NatPh...3..861R. doi:10.1038/nphys778. Archived from the original (PDF) on 2009-07-12.
- Rossi, B.; Hall, D. B. (1941). "Variation of the Rate of Decay of Mesotrons with Momentum". Physical Review. 59 (3): 223. Bibcode:1941PhRv...59..223R. doi:10.1103/PhysRev.59.223.
- Weiss, M. "Two way time transfer for satellites". National Institute of Standards and Technology. Archived from the original on 2017-05-29.
- Voigt, W. (1887). "Über das Doppler'sche princip". Nachrichten von der Königlicher Gesellschaft der Wissenschaften zu Göttingen. 2: 41–51.